# Коваль Олександр Мойсейович
Олександр Мойсейович Коваль (нар. 3 червня 1913 — 26 лютого 2005) — радянський військовик-артилерист, Герой Радянського Союзу (1945).

## Біографія
Народився 3 червня 1913 року в селищі Абрамовка (нині – Таловський район Воронезької області) у селянській родині. Українець. Закінчив сім класів школи та школу фабрично-заводського навчання. Працював ковалем на Тушинському аеродромі (зараз в межах Москви).
У Робітничо-селянській Червоній Армії з 1933 року. В 1938 році закінчив Сумське артилерійське училище. 
З червня 1941 року – на фронтах німецько-радянської війни. 
Командир дивізіону 23-го гвардійського артилерійського полку (4-а гвардійська стрілецька дивізія 4-ї гвардійської армії 3-го Українського фронту) гвардії майор Олександр Коваль відзначився в боях на підступах до Відня і в самому місті.
5 квітня 1945 року Коваля вогнем батарей підтримував наступ стрілецького полку, вміло коректував вогонь дивізіону, знищивши 9 кулеметів і 6 протитанкових гармат противника.
12 квітня 1945 року дивізіон переправився через Дунайський канал і забезпечив підрозділам захват мосту через Дунай і утримання його до підходу головних сил дивізії. У тому бою Коваль отримав поранення, але не покинув поля бою.
28 квітня 1945 року гвардії майор Олександр Коваль був удостоєний звання Героя Радянського Союзу з врученням ордена Леніна і медалі «Золота Зірка» за номером 4974.
Після закінчення війни Коваль продовжив службу в Радянській Армії. У 1946 році він закінчив Ленінградську вищу офіцерську артилерійську школу.
У серпні 1952 року підполковник Коваль вийшов у запас. Проживав у Казані. Помер 26 лютого 2005 року, похований в Казані.